# Vrelovodni reaktor
Vrelovodni reaktor (ang. Boiling Water Reactor (BWR) je tip lahkovodnega jedrskega reaktorja (LWR). Uporablja se za generiranje električnega toka in drugi najbolj pogost tip reaktorja po tlačnovodnem reaktorju (PWR). Glavni razliki s tlačnovodnim, sta v tem, da voda iz reaktorja direktno žene parno turbino (ni sekundarnega hladilnega cikla) in da voda pri vrelovodnem zavre. Pri tlačnovodnem je voda zaradi zelo visokega tlaka v tekočem stanju. BWR imajo rahli večji izkoristek kot PWR.
BWR so zasnovali Idaho National Laboratory in General Electric v 1950ih. Glavni proizvajalcev je ameriško-japonski GE Hitachi Nuclear Energy.

## Delovanje
| 1. Reaktorska tlačna posoda (RPV) 2. Jedrsko gorivo 3. Kontrolne palice 4. Črpalke za cirkulacijo 5. Motorji za kontrolne palice 6. Para 7. Vstopna voda 8. Visokotlačna turbina 9. Nizkotlačna turbina | 10. Generator 11. Vzbujevalnik 12. Kondenzator 13. Hladilna voda 14. Pregrelnik 15. Črpalka za vstopno vodo 16. Črpalka za hladilno vodi 17. Betonska zaščitna stavba 18. Povezava z električnim omrežjem |

BWR uporablja demineralizirano vodo kot hladilno sredstvo in moderator nevtronov. Toplota se proizvaja v jedru reaktorja s cepitvijo (fisijo) jedrskega goriva. Nastala para žene parno turbino. Potem se para v kondenzatorju ohladi, utekočini in ponovno vstopi v jedro reaktorja. Hladilna voda je pod tlakom okrog 75 barov (atmosfer) in zavre v jedru pri okrog 285 °C (550 °F). Pri tlačnovodnem reaktorju za razliko ni vrenja zaradi višjega tlaka, ki je okrog 158 barov.
Frekvenca poškodbe jedra je okrog 10−4 do 10−7 (1 poškodba na 10 000 - 10 000 000 reaktorskih let).

## Kondenzat in vstopna voda
Para iz turbine vstopi v kondenzator, ki je nameščen pod nizkotlačno turbino. Tukaj se para ohladi in s tem utekočini (kondenzira). Ta kondenzat se potem prečrpa v grelnik vstopne vode (predgrelnik), kjer para iz določenih stopenj turbin greje kondenzat - s tem se poveča termodinamični izkoristek. Vstopna voda vstopi v reaktorsko tlačno posodo skozi šobe, ki so nameščene nad jedrskim gorivom, vendar pod nivojem vode. 

## Prednosti
- Reaktor operira pri nižjih tlakih kot tlačnovodni reaktor
- Reaktorska tlačna posoda je izpostavljena manjšemu sevanju kot pri tlačnovodnem reaktorju
- Jedrsko gorivo operira pri nižji temperaturi
- Manj sestavnih delov, ni uparjalnikov in tlačnikov, manj cevi
- Manjša verjetnost izgube hladilnega sredstva v primerjavi s PWR, in manjša verjetnost poškodbe jedra, če pride do izgube hladilnega sredstva
- Lahko delujejo pri manjši gostoti moči in s tem uporabljajo naravno cirkulacijo hladilnega sredstva

## Seznam vrelovodnih reaktorjev

### Eksperimentalni
- BORAX
- EBWR (Experimental Boiling Water Reactor)
- SL-1 (uničen v nesreči 1961)

### Vrelovodni reaktorji nove generearice
- Advanced Boiling Water Reactor (ABWR)
- Economic Simplified Boiling Water Reactor (Reaktor ESBWR)
- Areva Kerena (Baziran na Siemens SWR 1000,Siemens je prodal jedrsko divizijo Arevi)
- Toshiba ABWR